# ローソン条件
ローソン条件（ローソンじょうけん、Lawson criterion）は、核融合反応を持続的に起こすために必要なプラズマの温度、密度、閉じ込め時間の関係を示す指標である。具体的には、外部からの加熱などで投入するエネルギーと、プラズマ内での核融合反応によって生成されるエネルギーが等しくなる、すなわち臨界プラズマを維持するための条件を指す。
この条件は以下の式で表される：{\displaystyle n\tau _{E}\geq {\frac {12k_{B}T}{\langle \sigma v\rangle E_{f}}}}
ここで、{\displaystyle n}はプラズマの粒子密度、{\displaystyle \tau _{E}}はエネルギー閉じ込め時間、{\displaystyle \tau }はプラズマ温度、{\displaystyle k_{B}}はボルツマン定数、{\displaystyle \langle \sigma v\rangle }は反応断面積と相対速度の積の平均値、{\displaystyle E_{f}}は核融合反応で生成されるエネルギーである。
代表的なローソン条件の値として、温度1億度（約8.6 keV）、密度{\displaystyle 10^{14}}個/cm³、閉じ込め時間1秒が挙げられる。これらの条件を満たすことで、核融合反応によるエネルギー生成が外部からのエネルギー投入と釣り合い、持続的な核融合が可能となる。
ローソン条件は、プラズマの温度、密度、閉じ込め時間の3つの要素が相互に補完し合う関係にあることを示している。例えば、密度が低い場合は閉じ込め時間を長くする必要があり、逆に密度が高い場合は閉じ込め時間を短くすることが可能である。この関係を視覚的に示したものがローソン図であり、縦軸に密度と閉じ込め時間の積{\displaystyle n\tau _{E}}、横軸に温度{\displaystyle T}を取ったグラフとして表現される。
核融合研究において、ローソン条件はプラズマの性能評価や実験装置の設計において重要な指標となっている。この条件を満たすことで、持続的で効率的なエネルギー生成が可能となり、将来的な核融合発電の実現に向けた重要なステップとなる。